# رودخانه کونن
رودخانه کونن (به لاتین: Cunene River) یک رود در آنگولا است.